# Kuta
Kuta es una tela hecha a mano que muchos hombres de Eritrea y Etiopía usan para cubrir sus cabezas y hombros cuando llevan ropas hechas de gasa, especialmente cuando van a la iglesia. Se compone de dos capas de tela, a diferencia del gabi que está hecho de cuatro. Netela o netsela es la versión femenina.